# هاینکل هه ۱۷۶
 هاینکل هه ۱۷۶ هواگرد موشکی آلمانی بود. این هواپیما اولین هواگردی بود که تنها با یک موشک مملو از مایع به پیش رانده می‌شد و اولین پرواز خود را توسط اریش وارزیتس در ژوئن ۱۹۳۹ انجام داد.